# Вечерниці (журнал)
«Вечерницѣ»: «Литерацьке письмо для забавы и науки»; «Литературнє письмо для забавы и науки» (Вечерниці)  — український літературний журнал. Перший тижневик галицько-буковинських народовців — організації «Молода Русь».
Перший номер вийшов 1 лютого 1862 року. У 1862 році вийшло 43 числа, а 1863 року 17 чисел. Друкувався спочатку в друкарні Ставропігійського інституту 1862 року (числа 1—36). Згодом у друкарні Михайла Федора Поремби у 1862—1863 роках (числа 37—43).
Обсяг видання становив 368 у 1862 році та 140 сторінок 1863 року. Формат журналу становив 27,5 × 21,5 см.
Виходив у Львові від лютого 1862 року до червня 1863 року. Головними редакторами були Федір Заревич (1862-1863 роки, числа 1—7), Володимир Шашкевич (1863 рік, числа 8—17).

## Передумови
Водночас із поширенням москвофільського руху серед галицько-українського суспільства у 1860-х роках також поширюються ідеї національного відродження. Близько 1861 року виникла організація «Молода Русь». Її речниками стали відомі часописи, спочатку «Вечерницѣ» (1862—1863), потім — «Мета» (1863—1865) і «Нива» (1865).

## Тематика та автори
Вечерницѣ — один із перших народовських часописів Галичини. Журнал видавали Федор Заревич, Володимир Шашкевич і Ксенофонт Климкович.
Впродовж усього періоду існування редакція публікувала історичні розвідки, зокрема Ізидора Шараневича «Князь Юрій Белзькій» (1862 — Ч. 1—25), Микола Костомарова «Очерки народнои южнорускои исторіи» (1863 — Ч. 13—16), Пантелеймона Куліша «Исторія Украины од найдавніших часов» (1863 — Ч. 7—11).
Наукові та науково-популярні статті й полемічні статті мовознавчого і літературознавчого змісту порушували проблему захисту «живого народного слова», зокрема: «Руській язык» (1862 — Ч. 9—13), «Як гадае Основа про галицьку письменность» (1862 — Ч. 27—29), «Письмо о галицко-руской словесности проф. М. Максимовича. Соч. Я. Ф. Головацкого» (1863 — Ч. 17 — С. 130).
Помітне місце на шпальтах часопису займали твори красного письменства, зокрема поезія таких українських авторів, як Кузьма Басарабець, Володимир Бучацький, Василь Залозецький, Євген Згарський, Ксенофонт Климкович (під псевдонімом Іван Хмара), Юліан Кобилянський, Олександр Кониський (під псевдонімом Сирота), Микола Костомаров, Пантелеймон Куліш (під псевдонімом Т. Вешняк), Михайло Максимович, Юліан Стеслович, Микола Устиянович, Осип-Юрій Федькович, Тарас Шевченко, Володимир Шашкевич і Маркіян Шашкевич, Павло Леонтович (під псевдонімом Павло із Шуткова) та інших.

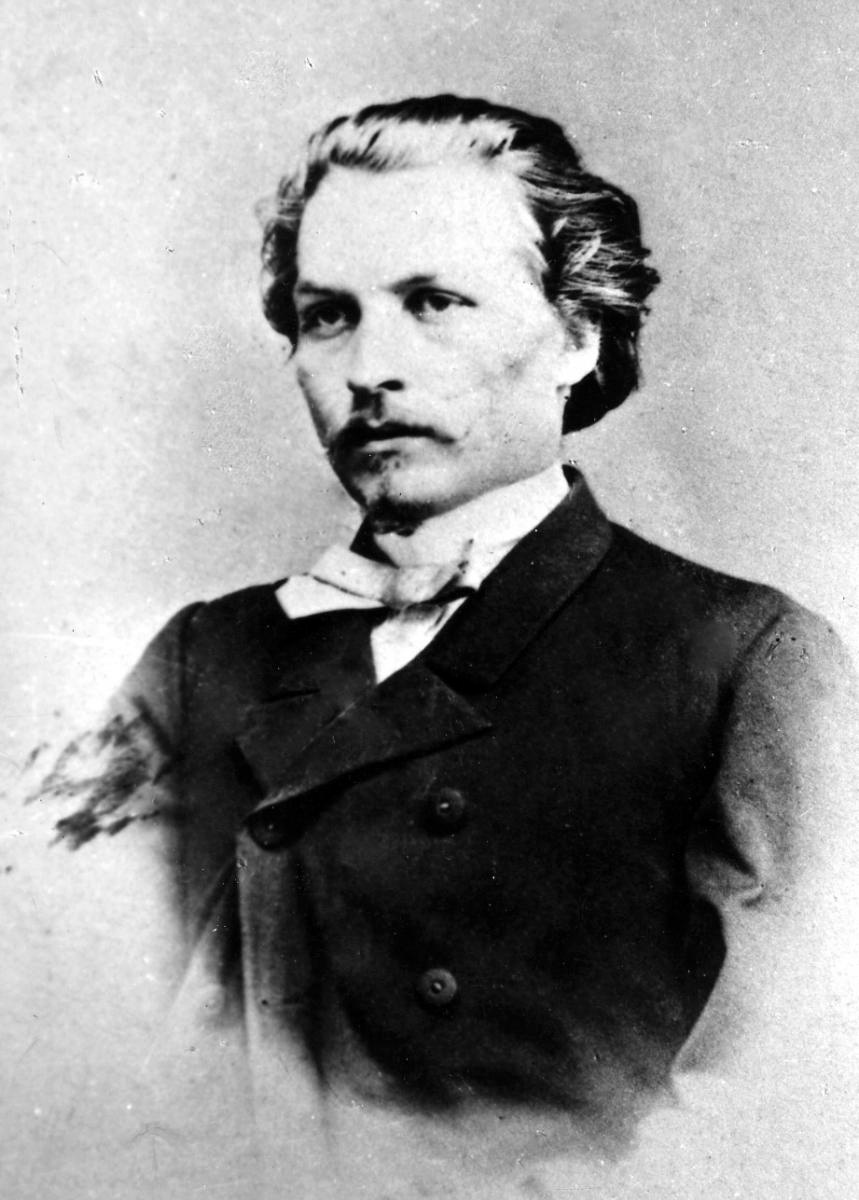
Володимир Шашкевич
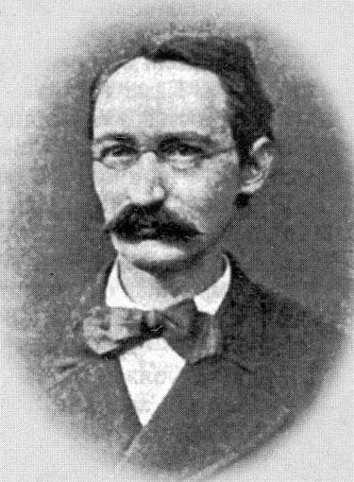
Ксенофонт Климкович

Повісті й оповідання Федора Заревича (під псевдонімом Юрко Ворона) («Хлопська дитина», «Опир», «Гошів», «Хто не любив», «Дві матери», «Син опришка»), Володимира Бернатовича (під псевдонімом Кузьма басарабець, Басарабець) («З дороги», «Тодор Бушак», «Мужицька дружба», «Розказ про Явдоху Долиньшанку, за її долю та й кривду»), Петро Забоцня («Гордовита пара»), Митрофана Александровича (під псевдонімом Митро Олелькович) («Жидівська дяка»), Пантелеймона Куліша («Огняний змій», «Иншій чоловік», «За те, що сталося з козаком Бурдюгом на зеленой неділі», «Дівоче серце») Осип-Юрія Федьковича («Люба-згуба», «Серце не навчити», «Штефан Славич»), Анатоля Вахнянина (під псевдонімом Н. з над Сяну) («Три недолі»), Марка Вовчка («Козачка», «Пройдисвіт»).
Проголошуючи самостійність і єдність українського народу, розділеного політичним кордоном, журнал відстоював потребу створення єдиної національної культури на народній основі. Послідовно популяризував найкращі здобутки української літератури, опублікувавши твори Тараса Шевченка («Неофіти», «Кавказ», «І мертвим, і живим…», «Русалка», «Чернець», «Холодний Яр», «Чигрине, Чигрине», «Плач Ярославни», «Сон (На панщині пшеницю жала)», уривки з поем «Гайдамаки», «Тарасова ніч» та ін.), Пантелеймона Куліша («Огняний змій», «Інший чоловік», «За те, од чого у містечку Воронежі висох Пешевців став», «Дівоче серце», «Кумейки», «До братів на Вкраїну»), Марка Вовчка («Козачка», «Пройдисвіт»), Олекси Стороженка («Матусине благословення», «Скарб»), Миколи Костомарова («Пісня моя»), Леоніда Глібова («Вовк і овчари», «Мірошник», «Жаба і віл», «Прохожий та собака»), Олександра Кониського, Степана Носа та ін.
Передруковував з журналу «Основа» деякі матеріали про Тараса Шевченка, зокрема статтю Пантелеймона Куліша «Чого стоїть Шевченко яко поет народний» з циклу Листів з хутора, Олександра Лазаревського «Дитинний вік Шевченка», Лева Жемчужникова «Згадка за Шевченка, его смерть і похорони».  
Часопис публікував листи з різних куточків України, а також з Росії, Чехії. З метою виробити єдину мовну норму виходили словники «южноруських» слів, поширених в окремих місцевостях.
Постійні рубрики: «Всячина», «Библіографічна новинка», згодом названа «Литературни Вѣсти», де повідомляли про книжкові новинки, «Переписка» з читачами.
Існувала програма «Збиранія забитків усної словесності», складена Володимиром Шашкевичем і Ксенофонтом Климковичем.

## Припинення
Попри те, що Іван Франко вважав «Вечерниці» «першим виразним осередком народовецького руху в Галичині з виразним українофільським відтінком» видання було закрите. Тижневик припинив існування через брак коштів, останнім було число 17, що вийшло 15 червня 1863 року. Ідейним наступником видання стала «Мета», що почала виходити з жовтня 1863-го року.